# Glyphipterix indomita
Glyphipterix indomita é uma espécie de mariposa do gênero Glyphipterix e da família das Glyphipterigidae. Foi descrita pela primeira vez por Edward Meyrick em 1922. Foi encontrada na América do Sul.